# Vikramaditya
Die Vikramaditya ist ein Flugzeugträger der indischen Marine. Er wurde ursprünglich als vierter Flugdeckkreuzer des Projekts 1143 (NATO: Kiew-Klasse) der sowjetischen Marine gebaut und unter dem Namen Baku eingesetzt. Ab 1991 setzte die russische Marine das Schiff als Admiral Gorschkow (russisch Адмирал Горшков) ein. Da einige Veränderungen gegenüber den drei Vorgängern umgesetzt wurden, wird es auch als Projekt 1143M bezeichnet.

## Geschichte

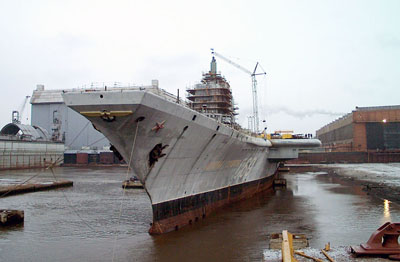
Die Admiral Gorschkow in der Sewmaschwerft, 2005

### Sowjetische und russische Marine
Die Baku wurde im Dezember 1978 in der Schwarzmeerwerft der UdSSR in Nikolajew auf Kiel gelegt. Sie lief am 31. März 1982 vom Stapel und wurde im Dezember 1987 fertiggestellt. Nach dem Zusammenbruch der Sowjetunion wurde das Schiff 1991 in die russische Seekriegsflotte übernommen und nach Flottenadmiral Sergei Georgijewitsch Gorschkow in Admiral Gorschkow (russisch Адмирал Горшков) umbenannt, da die Stadt Baku sich in dem nun unabhängigen Staat Aserbaidschan befindet.

Die Hauptbewaffnung bildeten Senkrechtstarter Jak-38, U-Boot-Abwehrhubschrauber Kamow Ka-27 und Schiff-Schiff-Raketen.
1994 musste das Schiff nach einer Explosion an Bord bis 1995 in die Werft. 1996 wurde der Flugdeckkreuzer außer Dienst gestellt.

### Indische Marine

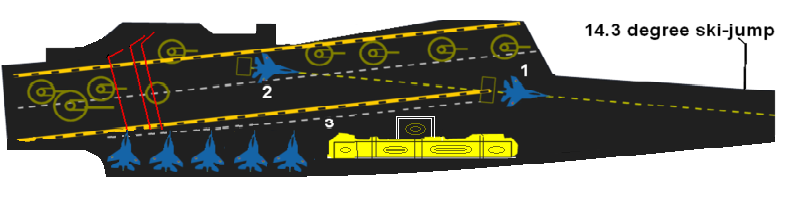
Aufbau der Vikramaditya

Am 20. Januar 2004 sollte die Admiral Gorschkow für 1 Mrd. US-Dollar an Indien verkauft werden. Im Jahr 2008 war von einem auf 2,2 Mrd. US-Dollar gestiegenen Preis die Rede. Im Jahr 2004 begannen die Umbauarbeiten auf der Sewmasch-Werft in Sewerodwinsk. Das Schiff wurde komplett umgebaut; unter anderem wurde ein STOBAR-System eingebaut, um konventionelle Flugzeuge vom Typ Mikojan-Gurewitsch MiG-29K einsetzen zu können. Dazu wurde die Schiff-Schiff-Raketenbewaffnung auf dem Vorschiff entfernt.
Der Beginn der Seeerprobung im Weißen Meer wurde im Mai 2013 für den Juli des Jahres angesetzt. Im Mai war ein beachtlicher Teil der Innenausbauten noch nicht abgeschlossen und der Anstrich unterhalb der Wasserlinie musste erneuert werden.
Der Träger konnte schließlich am 15. November 2013 an die indische Marine übergeben werden und erreichte seinen indischen Heimathafen Karwar in Karnataka im Januar 2014 nach einer sechswöchigen Überfahrt. Im Mai 2014 wurde, nach dem Training der für das Schiff neu beschafften und in Dienst gestellten MiG-29K-Flugstaffeln, die vollständige Einsatzfähigkeit des Trägers erreicht und er nahm erstmals an einer Übung der Western Fleet teil.
Anfang 2020 landeten erstmals Flugzeuge des indischen Typs LCA Navy auf dem Flugzeugträger.

## Technik

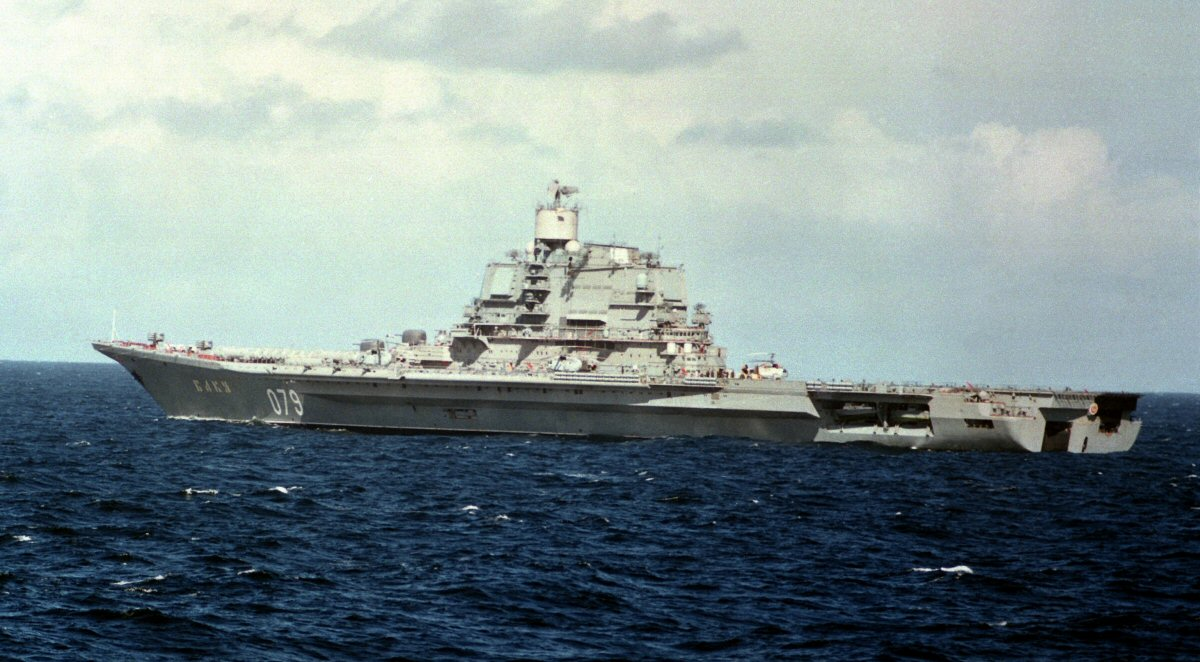
Baku 1989

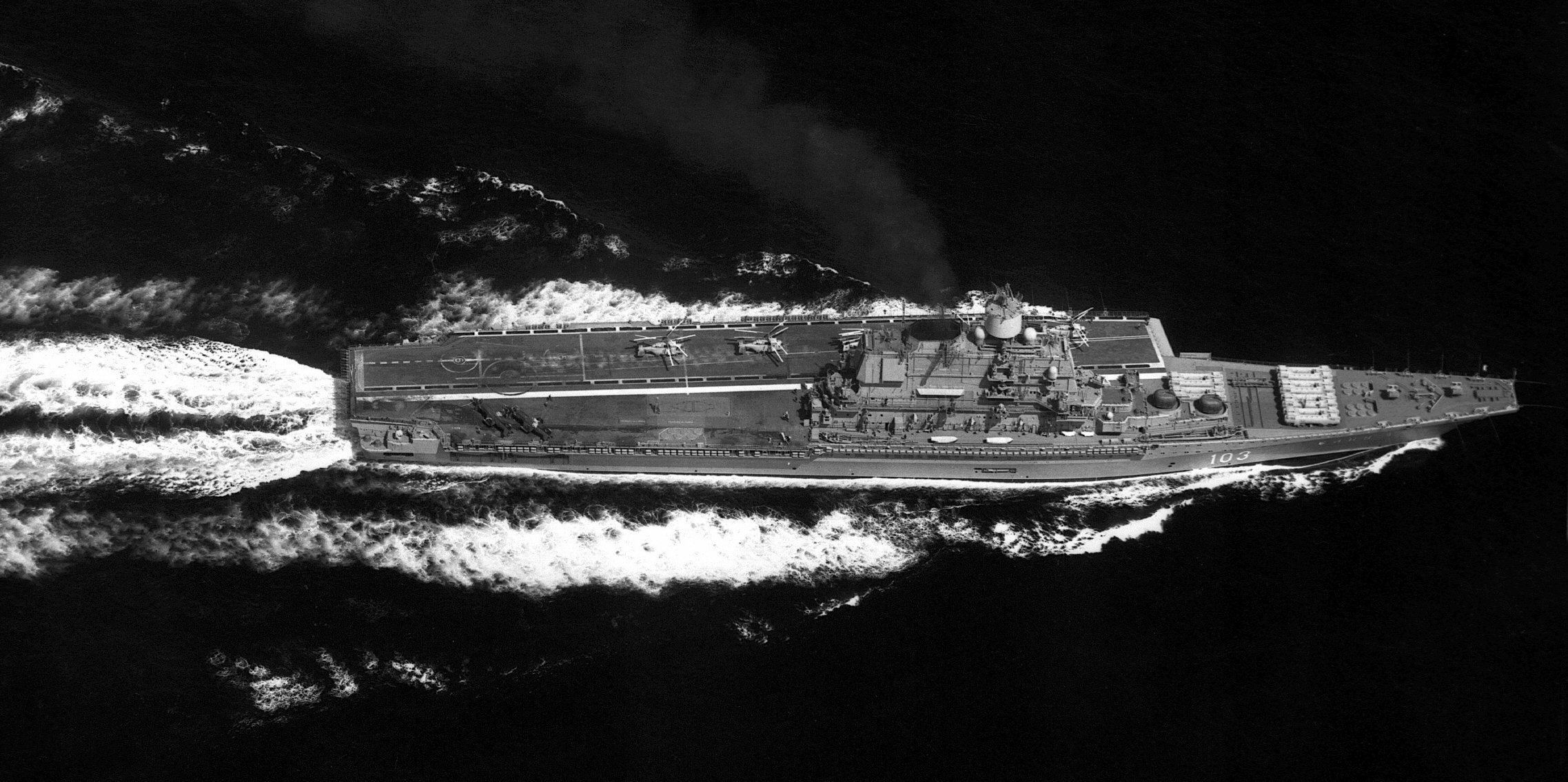
Baku – Luftbild, 1989

Der vierte der „Projekt 1143“-Flugdeckkreuzer wies einige Unterschiede zum Rest der Klasse auf, da er als Technologieträger für den russischen Flugzeugträger Admiral Kusnezow diente. Der offensichtlichste ist das massive Planar-Array über der Brücke, die Antenne für das Mars-Passat-„Sky-Watch“-3D-Luftüberwachungsradar, welches vergleichbar mit dem amerikanischen SCANFAR-Radar ist. Wie das SCANFAR-System erwies sich auch „Sky Watch“ als unzuverlässig.
Die größte Veränderung war die Ablösung der M-11-Schtorm- und 4K33-Osa-AKM-Flugabwehrsysteme durch acht 24-fach-Raketenstarter 3K95 Kinschal. Dies ermöglichte es, Platz für zwei weitere P-500-Basalt-Schiff-Schiff-Raketen zu schaffen. Die zwei doppelläufigen 76-mm-Geschütze der Kiew wurden durch zwei einläufige 100-mm-Geschütze ersetzt und die RPK-1-Wichr-U-Boot-Abwehrraketen entfernt.
Die Flugzeugbestückung entsprach jener der anderen Schiffe der Kiew-Klasse, bestehend aus einer Flotte von zwölf Jakowlew Jak-38-V/STOL-Flugzeugen (bis zu deren Außerdienststellung im Jahr 1992), zwölf ASW/SAR-Hubschrauber Kamow Ka-27 und zwei AEW-Hubschrauber Ka-31. Der Flugbetrieb wurde durch das unverwechselbare neue TACAN-Radar unterstützt.

## Flugtests mit der Jak-141
Die Baku wurde 1991 für Landetests mit dem Überschallsenkrechtstarter Jakowlew Jak-141 verwendet. Am 26. September 1991 landete Testpilot Andrei Sinizin erstmals senkrecht auf der Baku (mit dem dritten Prototyp 48-2), eine Stunde später gefolgt von Wladimir A. Jakimow mit der 48-3. Es folgten acht weitere Starts und Landungen. Am 5. Oktober 1991 machte Jakimow eine Bruchlandung auf dem Flugdeck. Das Fahrwerk durchbohrte einen Treibstofftank und die Jak-141 ging in Flammen auf. Nach etwa 30 Sekunden katapultierte sich Jakimow aus dem Flugzeug und wurde kurz darauf aus dem Meer gerettet.